# Trois Jours d’Anvers
Das Straßenradrennen Trois Jours d’Anvers (auch Driedaagse van Antwerpen) war belgischer Radsportwettbewerb für Berufsfahrer, der als Etappenrennen von 1954 bis 1960 in der Provinz Antwerpen veranstaltet wurde.

## Geschichte
1954 wurde das Rennen begründet und bis 1960 veranstaltet. Es war ein Rennen für Berufsfahrer und hatte sechs Austragungen. In der Regel begann das Rennen mit einem Mannschaftszeitfahren. Mit sechs Etappensiegen war Rik Van Looy der erfolgreichste Fahrer bei Tagesabschnitten.

## Palmarès
- 1954  Wim van Est
- 1955  Germain Derycke
- 1956  Rik Van Looy
- 1957  Leon Vandaele
- 1958  André Vlayen
- 1959 nicht ausgetragen
- 1960  Eddy Pauwels